# Ryan Dolan
Ryan Dolan (* 22. července 1985 Strabane) je irský popový zpěvák. V roce 2013 reprezentoval Irsko na Eurovision Song Contest s písní „Only Love Survives“.

## Kariéra
Jeho píseň „Only Love Survives“ vyhrála irský národní výběr Eurosong 2013, díky tomu mohl reprezentovat Irsko na Eurovision Song Contest 2013 ve švédském Malmö. Píseň prezentoval v prvním semifinále 14. května 2013 a kvalifikoval se do finále po umístění mezi 10 nejlepšími. Ve finále, které se konalo 18. května 2013, se umístil na poslední příčce se ziskem 5 bodů.
Debutové album Frequency bylo vydáno 13. května 2013.

## Osobní život
V únoru 2014, během rozhovoru na RTE Radio 1, se příznal k homosexualitě. V rozhovoru řekl, že „Ve škole jsem byl zmatený o tom, kdo jsem a bylo to pro mě opravdu těžké s tím vyrůstat. Bylo těžké se tím s vyrovnat, protože jsem věděl, že jsem gay, ale neměl jsem odvahu s někým o tom mluvit“.

## Diskografie

### Alba
- 2013: Frequency
- 2016: Under the Covers, Vol.1
- 2016: Under the Covers, Vol.2
- 2017: Deep Covers

### Singly
- 2013: „Only Love Survives“
- 2014: „Start Again“
- 2014: „Fall to the Floor“
- 2015: „Uptown Downtown“